# Evans, Colorado
Evans är en stad (city) i Weld County, i delstaten Colorado, USA. Enligt United States Census Bureau har staden en folkmängd på 18 974 invånare (2011) och en landarea på 26,4 km².